# Evangelische Kapelle (Rüchenbach)

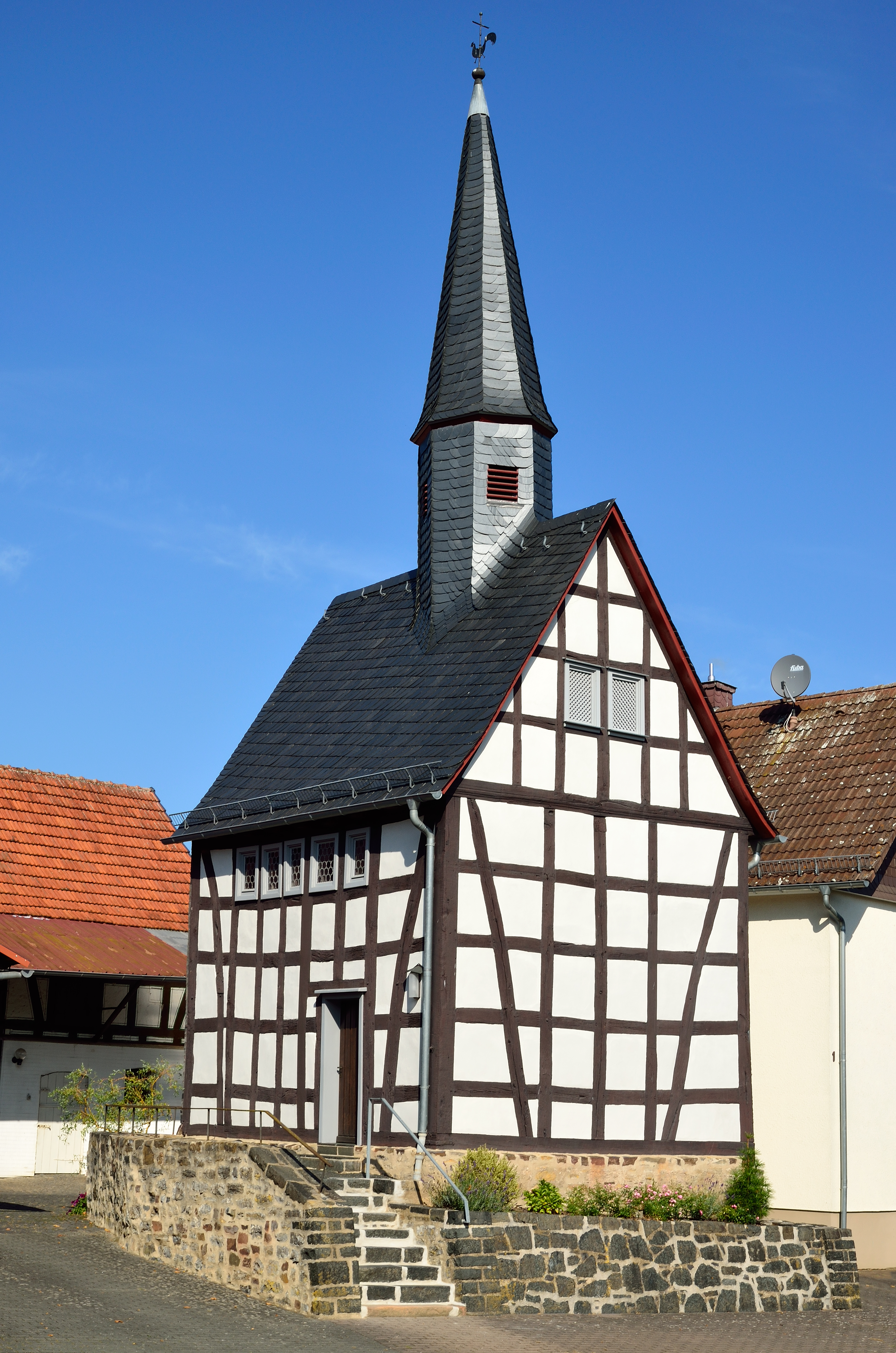
Evangelische Kapelle (Rüchenbach)

Die evangelische Kapelle Rüchenbach ist ein denkmalgeschütztes Kirchengebäude in Rüchenbach im Hessischen Hinterland. Die Kirche gehört zur Kirchengemeinde Mornshausen im Dekanat Biedenkopf-Gladenbach in der Propstei Nord-Nassau der Evangelischen Kirche in Hessen und Nassau.

## Beschreibung
Die Fachwerkkirche wurde in Ständerbauweise auf einem Bruchsteinsockel um 1570 erbaut. Aus ihrem schiefergedeckten Satteldach erhebt sich ein achteckiger, mit einem spitzen Helm bedeckter Dachreiter, der den Glockenstuhl mit einer Kirchenglocke beherbergt, die 1589 gegossen wurde. 
Der Innenraum ist geprägt von der mit einer Brücke versehenen Empore. Der Altar mit dem Kreuz und dem nebenstehenden Taufbecken schmiegt sich an die Frontwand. Die Kanzel ist an die östliche Seitenwand angebaut. Die Orgel mit vier Registern, einem Manual und einem angehängten Pedal wurde 1998 vom Orgelbau Böttner gebaut.